# Czynnik Bayesa
Czynnik Bayesa, czynnik bayesowski (BF, ang. Bayes factor) – stosunek prawdopodobieństwa uzyskania danych obserwacji w dwóch porównywanych modelach. Pozwala on na porównanie, w jakim stopniu dane świadczą na rzecz dwóch alternatywnych hipotez, i jest jedną z metod weryfikowania hipotez statystycznych we wnioskowaniu bayesowskim.

## Definicja
Zakładając, że porównujemy dwa modele {\displaystyle M_{1}} i {\displaystyle M_{2}} (wraz z wektorami parametrów {\displaystyle \theta _{1}} i {\displaystyle \theta _{2}}) na podstawie zbioru obserwacji {\displaystyle D,} ich prawdopodobieństwo można porównać przy użyciu czynnika Bayesa {\displaystyle K{:}}
{\displaystyle K={\frac {\Pr(D|M_{1})}{\Pr(D|M_{2})}}={\frac {\int \Pr(\theta _{1}|M_{1})\Pr(D|\theta _{1},M_{1})\,d\theta _{1}}{\int \Pr(\theta _{2}|M_{2})\Pr(D|\theta _{2},M_{2})\,d\theta _{2}}}.}
Spotyka się też notację BF10 i BF01, odpowiadające czynnikom Bayesa testującym, odpowiednio, hipotezę alternatywną H1 lub hipotezę zerową H0 przeciwko sobie nawzajem, analogicznie do procedury częstościowej weryfikacji hipotez statystycznych.

## Interpretacja
Wartości {\displaystyle K>1} świadczą na rzecz hipotezy {\displaystyle M_{1},} wartości {\displaystyle K<1} świadczą na rzecz hipotezy {\displaystyle M_{2}.} Dla porównania, w podejściu częstościowym, testowana jest jedynie hipoteza zerowa, a o prawdziwości hipotezy alternatywnej można wnioskować jedynie pośrednio. Dwie popularne skale interpretacyjne dla wartości {\displaystyle K} stworzyli Harold Jeffreys, oraz Hass i Raftery:
| K (Jeffreys)             | K (Hass i Raftery) | Siła dowodowa              |
| ------------------------ | ------------------ | -------------------------- |
| < 1                      | < 1                | negatywna (wspiera M2)     |
| od 1 do 101/2 (≈3,16)    | od 1 do 3          | warta co najwyżej wzmianki |
| od 101/2 (≈3,16) do 10   | od 3 do 20         | znaczna                    |
| od 10 do 103/2 (≈31,62)  | od 20 do 150       | silna                      |
| od 103/2 (≈31,62) do 100 | > 150              | bardzo silna               |
| >100                     |                    | rozstrzygająca             |

Czynnik Bayesa jest adekwatny do zastosowań epistemologicznych – gdy badacz chce określić relatywne, subiektywne prawdopodobieństwo hipotezy. Do celów podejmowania decyzji służą inne narzędzia, uwzględniające koszt popełnienia błędów, takie jak metody statystyki częstościowej, lub metody bayesowskie z funkcjami strat.
Wartość czynnika Bayesa porównującego hipotezę zerową z hipotezą alternatywną jest w znacznym stopniu współzmienna z odpowiadającą mu p-wartością. Jego przewagą jest w tym przypadku dokładniejsze rozstrzyganie wartości dowodowej wyników, które są bliskie krytycznego poziomu istotności. Przy wysokiej mocy statystycznej badania, mogą być bardziej prawdopodobne dla hipotezy zerowej, jednak w procedurze wnioskowania częstościowego są uznawane za przesłankę na rzecz hipotezy alternatywnej. Czynnik Bayesa pozwala też na łatwe wykonywanie innych porównań, np. minimalnej istotnej klinicznie różnicy.